# Бангладеш на літніх Олімпійських іграх 2008
Бангладеш на Літніх Олімпійських іграх 2008 року в Пекіні (Китай) представляли 5 осіб, 3 чоловіки і 2 жінки. Жодної медалі не завоювали.

## Досягнення спортсменів

### Легка атлетика
| Спортсмен           | Змагання        | Кваліфікація | Кваліфікація | Чвертьфінал       | Чвертьфінал       | Півфінал          | Півфінал          | Фінал             | Фінал             |
| Спортсмен           | Змагання        | Результат    | Місце        | Результат         | Місце             | Результат         | Місце             | Результат         | Місце             |
| ------------------- | --------------- | ------------ | ------------ | ----------------- | ----------------- | ----------------- | ----------------- | ----------------- | ----------------- |
| Абу Абдулла Мохамед | Чоловіки, 100 м | 11,07        | 66           | Вибув зі змагань  | Вибув зі змагань  | Вибув зі змагань  | Вибув зі змагань  | Вибув зі змагань  | Вибув зі змагань  |
| Нахар Бьюти         | Жінки, 100 м    | 12,52        | 62           | Вибула зі змагань | Вибула зі змагань | Вибула зі змагань | Вибула зі змагань | Вибула зі змагань | Вибула зі змагань |

### Плавання
| Спортсмен   | Змагання                   | Кваліфікація | Кваліфікація | Півфінал          | Півфінал          | Фінал             | Фінал             |
| Спортсмен   | Змагання                   | Час          | Місце        | Час               | Місце             | Час               | Місце             |
| ----------- | -------------------------- | ------------ | ------------ | ----------------- | ----------------- | ----------------- | ----------------- |
| Долі Ахтер  | Жінки, 50 м вільним стилем | 30,23        | 73           | Вибула зі змагань | Вибула зі змагань | Вибула зі змагань | Вибула зі змагань |
| Рубель Рана | Чоловіки, 100 м на спині   | 1:04,82      | 45           | Вибув зі змагань  | Вибув зі змагань  | Вибув зі змагань  | Вибув зі змагань  |

### Стрільба
| Спортсмен        | Дисципліна      | Кваліфікація | Кваліфікація | Фінал            | Фінал            | Місце            |
| Спортсмен        | Дисципліна      | Очок         | Місце        | Очок             | Місце            | Місце            |
| ---------------- | --------------- | ------------ | ------------ | ---------------- | ---------------- | ---------------- |
| Мухаммед Хуссейн | Гвинтівка, 10 м | 581          | 46           | Вибув зі змагань | Вибув зі змагань | Вибув зі змагань |